# هنري مور
هنري مور (12 أكتوبر 1614 - 1 سبتمبر 1687) فيلسوف إنجليزي وعضو الجمعية الملكية. ينتمي مور إلى مدرسة كامبريدج الأفلاطونية.

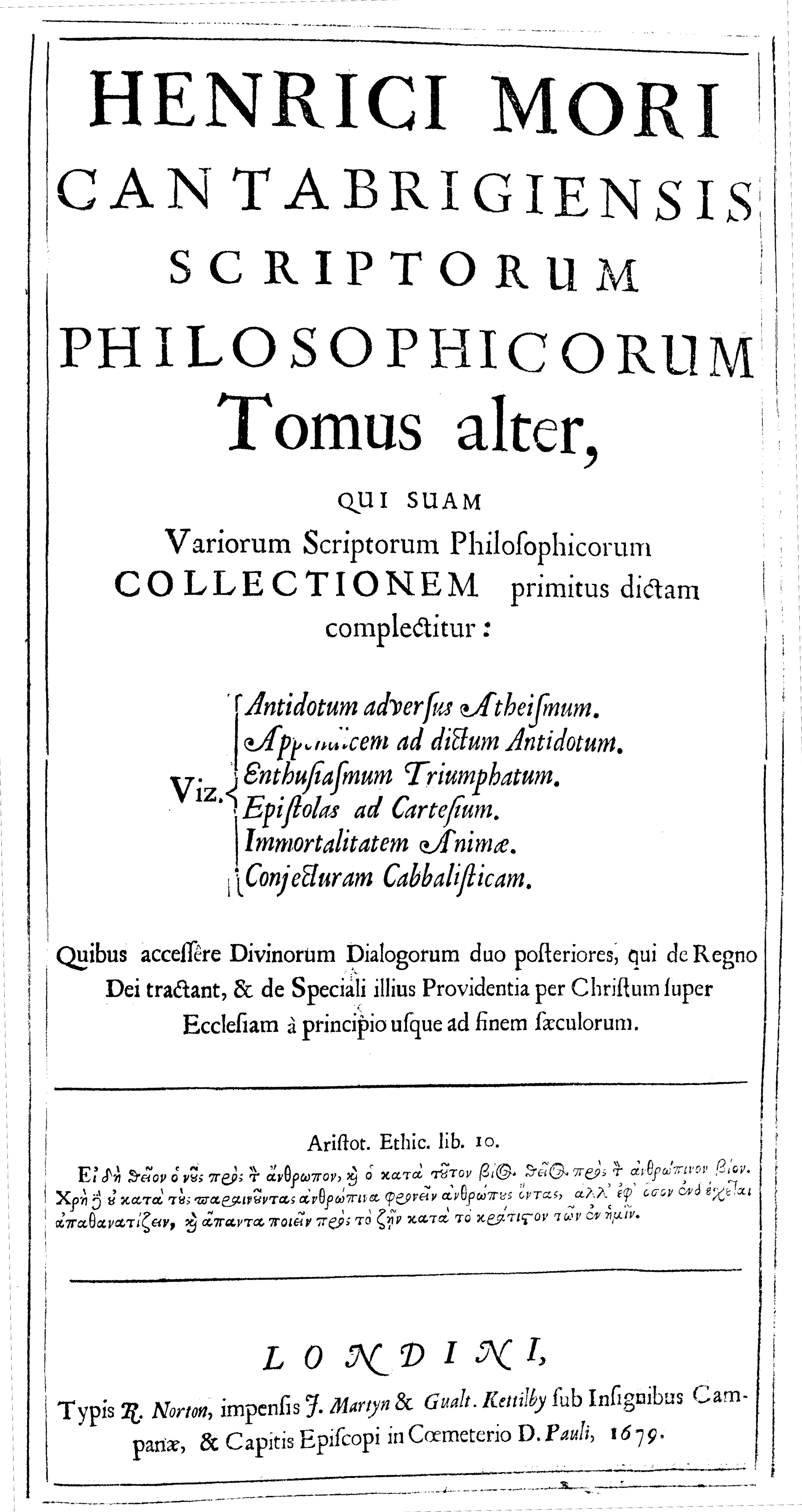
Henrici Mori Cantabrigiensis Opera Omnia, 1679

كان مور لاهوتيًا عقلانيًا. حاول استخدام تفاصيل الفلسفة الآلية للقرن السابع عشر، كما وضعها رينيه ديكارت لإثبات الوجود في جوهر اللا مادية.

كان مور ممن رفضوا الثنائية الديكارتية مبررًا ذلك بقوله 
 كما انتقد أيضًا الثيوصوفية في كتابه «نقد الفلسفة التيوتونية» (باللاتينية: Philosophiae Teutonicae Censura) الذي كتبه عام 1670.

## وصلات خارجية
- هنري مور على موقع الموسوعة البريطانية (الإنجليزية)

- O'Connor، John J.؛ Robertson، Edmund F.، "هنري مور"، تاريخ ماكتوتور لأرشيف الرياضيات
- A collection of several philosophical writings of Dr. Henry More (Internet Archive)